# Noegus fuscimanus
Noegus fuscimanus är en spindelart som beskrevs av Simon 1900. Noegus fuscimanus ingår i släktet Noegus och familjen hoppspindlar. Inga underarter finns listade i Catalogue of Life.